# Orestes Omar Corbatta
Orestes Omar Corbatta (11 de març de 1936 - 6 de novembre de 1991) fou un futbolista argentí.

## Selecció de l'Argentina
Va formar part de l'equip argentí a la Copa del Món de 1958.